# Poésie sonore

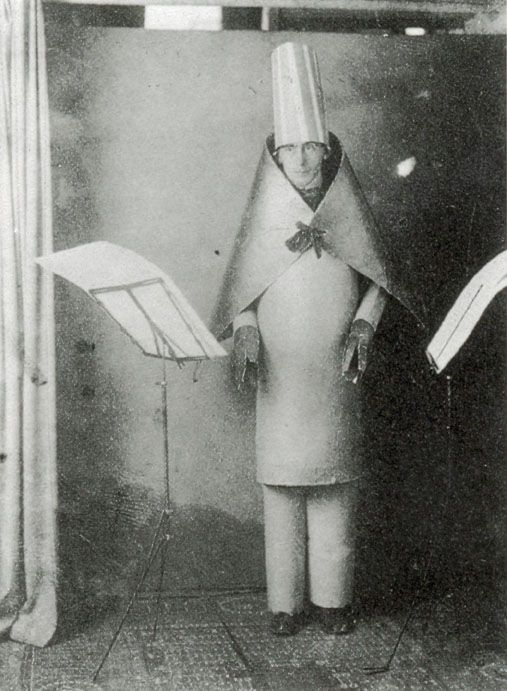
Hugo Ball au Cabaret Voltaire en 1916.

La poésie sonore est une pratique poétique orale utilisant voix, sons, instruments et outils de diffusion acoustique. Le terme a été utilisé la première fois en 1958, dans un texte signé de Jacques Villeglé et François Dufrêne, à propos d'Henri Chopin. Henri Chopin, exposant en 1967 ce qu'est la poésie sonore, a expliqué qu'il est possible de la diviser en deux groupes : ceux qui sont dans la « profération simple de la voix » et ceux qui usent « des ressources du magnétophone ».

## Origines
Dès le début du XXe siècle, avant la naissance de la poésie sonore proprement dite, apparaissent des pratiques qui s'échappent du livre et revendiquent une forme d'oralité. 
Bien qu'il soit parfois affirmé que les racines de la poésie sonore se trouvent dans les traditions orales, l'écriture de textes purement sonores qui réduisent les rôles de la signification, de la syntaxe et même du lexique est un phénomène du XXe siècle. Parmi les premiers exemples figurent les recherches des futuristes, telles que Zang Tumb Tumb de F. T. Marinetti (1914) ou L'Onomalingua / Verbalizzazioni Astratte de Fortunato Depero (1916), ou encore les expériences de poésie phonétique, telles que le morceau récité par Hugo Ball lors d'une lecture au Cabaret Voltaire, qu'il évoque dans son journal, La fuite hors du temps, à la date du 23 juin 1916 :
J’ai inventé un nouveau genre de poésie, la « poésie sans mots » ou poésie phonétique, où le balancement des voyelles est évalué et distribué uniquement selon la valeur de la série initiale. J’en ai lu les premiers vers ce soir [...] :
gadgi beri bimba
glandridi laudi lonni cadori
gadjama bim beri glassala...
En 1926, Michel Seuphor invente les « musiques verbales », et quatre ans plus tard, ses récitations de poésie phonétique sont accompagnées par Luigi Russolo au Russolophone. 
L'Ursonate (1921-32, "Sonate des sons primitifs") de Kurt Schwitters en est un des premiers exemples particulièrement connus...

## Développement du milieu duXXesiècle
Mais c'est au milieu des années 1950, que vont se développer, d'abord en France, deux recherches fondamentales en matière de poésie sonore. 
D'une part, une approche technologique, liée à l'enregistrement et au travail sur bande. Cette démarche a été permise par l'apparition progressive des bandes magnétiques et des magnétophones, notamment des Revox. Les deux principaux représentants français en sont surtout Bernard Heidsieck  et Henri Chopin. C'est en ce sens, que la poésie sonore est souvent rattachée, non pas à la seule oralité, mais au travail lié à la technique, comme le précise Paul Zumthor : « La poésie sonore, on le sait, fait un large usage des médias électroniques. Un lien étroit, presque génétique l'attache aux techniques »
Parallèlement, une démarche ne travaillant qu'avec la voix du poète lecteur/proférateur, plus proche du corps et de son intensité première. La voie fut d'abord ouverte par le lettrisme (1946) d'Isidore Isou, système poético-musical basé sur l'ensemble des phonèmes du français, auxquels s'ajouteront des « lettres nouvelles », a-alphabétiques, qui catégorisent différents sons produits par le corps humain (claquements de langue, sifflements, applaudissements...), indiqués par des chiffres sur les partitions lettristes. Outre Isou, une nouvelle génération de poètes voit le jour autour de lui, parmi lesquels Gabriel Pomerand, Maurice Lemaître, François Dufrêne, ou encore Gil J Wolman, créateur des fameux mégapneumes (« poésie du souffle »). 
François Dufrêne est l'un des représentants les plus marquants de la poésie sonore, depuis ses premiers poèmes lettristes (le célèbre J'interroge et j'invective, présent sur la bande-son du film d'Isou, Traité de bave et d'éternité) jusqu'à l'invention de ses Crirythmes ultralettristes, improvisations phonétiques enregistrées sur bande magnétique. En parallèle, Bob Cobbing (en) développe en Angleterre dans les années 1950 ses Sound poetries. Pierre et Ilse Garnier parlent de poésie phonique, vite renommée phonétique, et créent plusieurs pièces à partir de 1962. Plus tard, dans les années 1970, l'artiste danoise Lily Greenham invente la « lingual music », reposant sur un montage de voix et de sons réalisé à partir de la technique du tape loop.
La voie la plus frayée est celle qui est liée aux technologies. La poésie sonore s'ouvrant alors au domaine de la "performance" audio-visuelle, comme l'illustre Giovanni Fontana (it) et sa poesia pre-testuale qui allie "performance" (recherche sur l'espace phono-scénique), son et vidéo.
Le poète Michel Giroud, développe une pratique de peintre oral (oralien dans un monde électronique) et tailleur en tout genre (mot, son, geste, voix, écriture, dessin, schéma, objet : historique, théorique, théologique, patataphysique...) depuis les années 70.
Toutefois, comme l'exprime Richard Kostelanetz, toutes ces recherches reposent sur « le langage, dont le principal moyen de cohérence est le son, plutôt que la syntaxe ou la sémantique ». Le sonore, mais aussi le visuel, comme l'illustre Julien Blaine et sa poésie élémentaire.

## FinXXesiècle-débutXXIesiècle
En France, les éditions Al Dante publient un certain nombre de poètes sonores et permettent entre autres éditeurs de redécouvrir l'histoire de la poésie sonore, grâce notamment à l'édition en format livre+CD des poésies de Bernard Heidsieck. La réédition de la revue OU d'Henri Chopin (chez Alga Marghen en Italie) permet également une redécouverte. 
Le label d'audio art et de poésie expérimentale et bruitiste 'Erratum Musical' publie principalement depuis 1995 des artistes poètes travaillant la voix et des processus sur cassettes, CD et vinyls.
Quelques artistes-poètes et pratiques en France : 
- l'utilisation des nouvelles technologies avec des logiciels comme Max/MSP ou Pure Data, et des processus de voix ou lectures démultipliées et de transes bruitistes tel Joachim Montessuis.
- des créations utilisant le sample, travaillant tout à la fois sur des énoncés pré-constitués, et sur la superposition des voix, comme Anne-James Chaton.
- des créations principalement scéniques et performatives, n'utilisant que la voix sur de simples effets d'amplification, associées ou non à un travail musical, bruitiste et gestuel, comme chez Joël Hubaut et ses lectures "Epidémik" amplifiées, son travail avec des artistes du son ou des musiciens, Patrick Dubost et son travail sonore avec le GMVL, les musiques acousmatiques ou avec les marionnettistes, Charles Pennequin et ses lectures avec dictaphone, mégaphone, ses improvisation sur vidéos, Agnès Aubague et ses Dictapoèmes polyglottes dans sa Langue des oiseaux sifflée, Jean-Pierre Bobillot théoricien et performeur de ses textes, Pierre Guéry, Vincent Tholomé ou Sébastien Lespinasse...
- des créations refusant ou non la scène, et utilisant principalement le disque et la radio, comme Christophe Fiat avec ses fictions légendaires (Batman, New York 2001),
- le disque, le travail de bandes et d'empilement sonore multipliant le sens, comme chez Thomas Braichet (Conte de F_, éd. POL, 2007), ou la voix « motlécularisée » et en fusion dans son univers électro de Jacques Sivan et son complice Cédric Pigot (Om Anaksial, postf. de B. Heidsieck, éd. Al Dante, 2011)
- le disque et le concert-performance (où le chant se mixe à la poésie sonore pure et inversement), pour l'opéra-rock de Sylvain Courtoux, Vie et mort d'un poète de merde (éd. Al Dante, 2010), ou bien encore pour Gérard Ansaloni dans Le Banquet (éd. Saravah, 1995) et La Mort de la Vierge (éd. Saravah, 2002).
- des créations en duo, tels Cyrille Bret et Gilles Cabut opérant une lecture du monde contemporain à travers des phrases issues de cut-up, transformées pour se faire écho, ou des constructions de textes à deux ou plusieurs voix, tels Julien d'Abrigeon et Patrice Luchet créant une narration poétique basée sur un travail rythmique et des effets répétitifs. Tous quatre membres du collectif Boxon.
- Henrik Aeshna jeune poète underground parisien définit sa poésie comme "remplacer le flux verbal-mental par des feedback noises, les sons d'un piano ou d'un saxophone, ou alors par le bruit des vagues qui s'écrasent sur des lointains rochers". Ses lectures sont souvent accompagnées de bruits et de conjurations chamanes sur fond de vidéo.
- Violaine Lochu explore le langage et la voix dans ses performances depuis 2010.
- Martin Bakero, poète chilien vivant en France, expérimente une poésie "acousmantique et pneumatique" proche de l'électroacoustique.
- Arcand Pierre André, poète québécois et francophone, travaille sur des boucles, répétitions de voix, souffles, cris et textes depuis les années 80.
- D'autre part le poète français Serge Pey, compagnon de route de Julien Blaine, de Joël Hubaut, de Bernard Heidsieck et de Bartolomé Ferrando appartient incontestablement à l'univers de la poésie sonore. Bien que la majeure partie de son œuvre soit sémantique (Mathématique générale de l'infini, Gallimard, Le carnaval des poètes, Flammarion) plusieurs de ses ouvrages appartiennent à ce répertoire mondial comme ses poèmes du peyotl, Nierika ou les mémoires du cinquième soleil (Maison de la poésie Rhône-Alpes), Table de négociations, poème sonore avec chants d'oiseaux dédié aux poètes autochtones du Québec (La passe du vent), Ne sois pas un poète, sois un corbeau (Le dernier télégramme) Chants électro-néolithiques (Le dernier télégramme)... Les concerts qu'il effectue avec André Minvielle, Bernard Lubat, Marcel Azzola, Beñat Achiary, les souffles de Michel Raji, les chants dysphonies sardes et le Flamenco font de lui un artiste hybride entre le sémantique et le sonore.

Le poète new-yorkais Steve Dalachinsky est connu pour ses lectures en mêlant des mots avec du jazz.
Analyses
- Henri Chopin, Poésie sonore internationale, Jean-Michel Place, 1979.
- Vincent Barras et Nicholas Zurbrugg, Poésies sonores, Contrechamps, 1993.
- Jean-Pierre Bobillot, Bernard Heidsieck, Jean-Michel Place, 1996.
- Jacques Donguy, Poésies expérimentales-Zone numérique (1953-2007), Les presses du réel, 2007.
- Jean-Pierre Bobillot, Poésie sonore. Éléments de typologie historique, Le Clou dans le fer, 2009.
- Jean-Pierre Bobillot, Quand éCRIre, c'est CRIer. De la POésie sonore à la MédioPoétique, l'Atelier de l'agneau éd., 2016.
- Serge Pey, Poésie-action, manifeste pour un temps intranquille, Le Castor astral,2017.

Anthologies
- Doc(k)s (son), série n°3, n°17-20 + 2CD, Akhenaton, 1998.
- Homo sonorus, an international anthology of sound poetry, de Dmitry Bulatov + 2 CD, éditions The National Center for Contemporary Art, 2001.